# Edward de Bono
Edward de Bono (anglès: Edward Charles Francis Publius de Bono)  (Malta, 19 de maig de 1933 - Malta, 9 de juny de 2021) fou un prolífic escriptor i psicòleg maltès de la Universitat d'Oxford, entrenador i instructor en el tema del pensament. Fou famós per haver encunyat el terme «pensament lateral» en el seu llibre Sis barrets per pensar. De Bono va crear diverses eines per millorar les habilitats i actituds d'exploració, com són el «P.N.I.» (Positiu, Negatiu, Interessant), «CTF» (Considerar tots els factors) i «CiS» (Conseqüències i Seqüeles). Moltes d'elles es basen en la premissa que ha d'ensenyar-se a pensar explícita i intencionalment, tal com defensa en separar les possibles formes de pensar per colors i concretar-les en diferents «barrets», els quals poden ser usats per actuar segons l'objectiu de cadascun d'ells:
- Barret blanc: és un barret per pensar de manera més objectiva i neutral possible.
- Barret vermell: per expressar els nostres sentiments, sense necessitat de justificació.
- Barret negre: per ser crítics d'una manera negativa i pensar per què alguna cosa no podria sortir bé.
- Barret groc: al contrari que el barret negre, amb aquest s'intenta buscar els aspectes positius sobre un determinat aspecte.
- Barret verd: obre les possibilitats creatives i està íntimament relacionat amb la seva idea de pensament lateral o divergent.
- Barret blau: és el que controla la resta dels barrets; controla els temps i l'ordre d'aquells.

## Obra publicada
- The Use of Lateral Thinking (1967), que va introduir el terme «pensament lateral»
- The Five-Day Course in Thinking (1968,) que va introduir el joc L
- The Mechanism of the Mind (1969)
- Lateral Thinking (1970)
- The Dog-Exercising Machine(1970)
- Technology Today (1971)
- Practical Thinking (1971)
- Lateral Thinking for Management (1971)
- Po: Beyond Yes and No (1972)
- Children Solving Problems (1972)
- Eureka!: An Illustrated History of Inventions from the Wheel to the Computer (1974)
- Teaching Thinking (1976)
- The Greatest Thinkers (1976)
- Wordpower (1977)
- The Happiness Purpose (1977)
- Future Positive (1979)
- Atlas of Management Thinking (1981)
- De Bono's Course in Thinking (1982)
- Tactics: The Art and Science of Success (1985)
- Conflicts (1985)
- Masterthinker's Handbook (1985)
- Six Thinking Hats (1985)
- I Am Right You Are Wrong: From This to the New Renaissance: From Rock Logic to Water Logic (1990)
- Serious Creativity: Using the Power of Lateral Thinking to Create New Ideas (1992), que és la suma de les seves moltes idees sobre la creativitat.
- How to Have A Beautiful Mind (2004)

També és autor de nombrosos articles en revistes, incloent The Lancet i Clinical Science.